# (6025) Naotosato
(6025) Naotosato es un asteroide perteneciente al cinturón de asteroides, región del sistema solar que se encuentra entre las órbitas de Marte y Júpiter, más concretamente a la familia de Eos, descubierto el 30 de diciembre de 1992 por Takeshi Urata desde el Observatorio de Nihondaira, Shimizu-ku, Japón.

## Designación y nombre
Designado provisionalmente como 1992 YA3. Fue nombrado Naotosato en homenaje a Naoto Sato, astrónomo aficionado y profesor de ciencias de secundaria. Su logro educativo sobresaliente ha sido crear un interés de por vida en el espacio y el universo entre sus estudiantes y seguidores. En su propio Observatorio Astronómico de Chichibu, usa una cámara CCD para observar planetas menores. Hizo una observación previa al descubrimiento del cometa C/1989 Y2.

## Características orbitales
Naotosato está situado a una distancia media del Sol de 3,022 ua, pudiendo alejarse hasta 3,232 ua y acercarse hasta 2,812 ua. Su excentricidad es 0,069 y la inclinación orbital 8,999 grados. Emplea 1919,35 días en completar una órbita alrededor del Sol.

## Características físicas
La magnitud absoluta de Naotosato es 11,5. Tiene 18,442 km de diámetro y su albedo se estima en 0,188. 